# Gilberto N. Morillo
Pour les articles homonymes, voir Morillo (homonymie).
 (mai 2014).
Gilberto N. Morillo est un botaniste vénézuélien né en 1944.

## Biographie
En 1995, il a été choisi par Herbario Forestal (MER) à l'université de Los Andes, à Merida (Vénézuéla). Il a déjà été conservateur de l'herbier de la Faculdad de Farmacia (MERF), de la même université.

### Espèces et nouveaux genres
- Marsdenia manarae
- Tillandsia santieusebii et Oliva-Estève
- Fontellaea

### Publications
- Gilberto Morillo, Benito Briceño, Juan f. Silva 2010. Botánica y ecología de las Monocotiledóneas de los Páramos en Venezuela. Volumen 1. Editor Instituto de Ciencias Ambientales y Ecológicas, Universidad de Los Andes, Facultad de Ciencias. 296 pp.  (ISBN 980-11-1363-4)

- Benito Briceño, Gilberto Morillo. 2006. Catálogo de las plantas con flores de los Páramos de Venezuela: Parte U. Monocotiledóneas (Liliopsida). Acta Botanica Venezuelica (es). 29 (1): 89-134

- Benito Briceño, Gilberto Morillo. 2002. Catálogo abreviado de las plantas con flores de los páramos de Venezuela. Parte I. Dico-tiledóneas (Magnoliopsida). Acta Botanica Venezuelica (es). 25 (1): 1-46

- Gilberto Morillo. 1987. Flora del Parque Nacional Henri Pittier. Editor N. Martínez, 39 pp.

- Gilberto Morillo. 1986. Estudio sobre la flora las Guayanas: Asclepiadaceae : II. especies nuevas o interesantes en Venezuela y Guyana. Editor Herbario de la Facultad de Agronomía de la Universidad de Venezuela, 43 pp.

- Gilberto Morillo. 1976. A revision of Blepharodon (es) (Asclepiadaceae). Editor St. Louis University, 163 pp.